# يا أنا يا خالتي (فلم)
يا أنا يا خالتي فيلم كوميدي مصري من إنتاج 2005.

## قصة الفيلم
تدور أحداث الفيلم حول تيمور طالب بمعهد الموسيقى يهوي العزف على الكونترباص، يرتبط عاطفيا بزميلته نوال، ويسعى للزواج منها، لكن والدة نوال تحب السحر والشعوذة فيلجأ تيمور إلى وضع قناع اصطناعي ليمثل شخصية الساحرة (الخالة نوسه).

## الممثلون
- محمد هنيدي: تيمور - الخالة نوسة
- حسن حسني: والد تيمور
- دنيا سمير غانم: نوال
- فادية عبد الغني: نادية - والدة نوال
- علاء مرسي: صاحب تيمور
- نبيل عيسى: فودة
- محمود عبد الغفار: حمدي
- لطفي لبيب: عم بشندي
- حاتم جميل: هوندا
- علاء زينهم: المأمور
- متولي علوان: الرجل في البرنامج
- أحمد الحلواني: سائق
- سلمى غريب: سجانة
- نسمة ممدوح

## روابط خارجية
- مقالات تستعمل روابط فنية بلا صلة مع ويكي بيانات